# Pauesia infulata
Pauesia infulata är en stekelart som först beskrevs av Alexander Henry Haliday 1834.  Pauesia infulata ingår i släktet Pauesia och familjen bracksteklar. Arten är reproducerande i Sverige. Inga underarter finns listade i Catalogue of Life.